# ليزلي هولمز
ليزلي هولمز هو مغني أوبرا ومغني كندي، ((و. 1901 – 1960 م)).